# ایان واکر (ورزشکار)
ایان واکر (انگلیسی: Ian Walker; ۲۵ فوریهٔ ۱۹۷۰ – ) قایقران قایق بادبانی اهل بریتانیا بود.